# Włodzimierz Szembek
Włodzimierz Szembek SDB (* 2. April 1883 in Poręba Żegoty; † 22. September 1942 im KZ Auschwitz-Birkenau) war ein polnischer Ordenspriester und Opfer des Nationalsozialismus, weshalb ihn die Römisch-katholische Kirche als Diener Gottes ehrt.

## Leben
Der Sohn eines Grafen studierte zunächst Landwirtschaft an der Jagiellonen-Universität und arbeitete danach im Familiengut mit. Schon früh hatte ihm seine Wohltätigkeit soziales Ansehen gebracht. Im Alter von 45 Jahren trat er am 4. Februar 1928 ins Aspirantat von Auschwitz und wenig später in das Noviziat der Salesianer Don Boscos in Czerwińsk nad Wisłą ein. Die erste Profess legte er im Jahr darauf am 8. August ab. Nach seinem pädagogisch-pastoralen Praktikum, begann er in Auschwitz und im salesianischen Studentat Krakau Theologie zu studieren. Am 8. Juni 1934 wurde er in Krakau zum Priester geweiht. Anschließend hatte er an einem salesianischen Seminar als Provinzsekretär, Ökonom, Lehrer und Dozent für Landwirtschaft gearbeitet.
Nach dem Ausbruch des Zweiten Weltkriegs arbeitete er in Skawa. Am 9. Juli 1942 wurde er von der Gestapo verhaftet, gefoltert und am 16. September in das Konzentrationslager Auschwitz eingeliefert; versehen mit der Nummer 60019.
Er ist einer von jenen 122 Dienern Gottes, deren Seligsprechungsprozess als Märtyrer am 17. September 2003 begonnen hat.